# Gitana 18
Pour les articles homonymes, voir Gitana.
Gitana 18 est un projet de voilier trimaran de course au large  de classe Ultime dont la mise à l'eau est prévue pour septembre 2025 du Team Gitana. Il vise à remplacer le Maxi Edmond de Rothschild (Gitana 17) mis à l'eau en 2017 arrivant au terme de son cycle d'exploitation et de son développement, prévu initialement entre 5 et 8 ans selon l'évolution de la concurrence.
À l'instar de son prédécesseur, il est le seul de sa classe à être conçu  par le cabinet Guillaume Verdier et ne partage aucun moule ni plan avec ses concurrents, tous en plans VPLP. Il s'inscrit dans la continuité du programme Gitana de la Fondation Edmond de Rothschild dirigé par Ariane de Rothschild.

## Conception
Le bateau est dédié aux courses entre Ultimes, mais aussi à la chasse aux records dont celui du tour du monde à la voile, en solitaire comme en équipage.

### Architectes et Designers
Gitana 18 est le fruit d'une collaboration entre plusieurs acteurs de renom :
- Guillaume Verdier : architecte principal, connu pour ses innovations dans le domaine des trimarans volants.
- Benjamin Muyl[6] : architecte naval, impliqué dans le design team du défi français Orient Express pour la Coupe de l'America.
- le bureau d'études Gitana[2] : une équipe de huit personnes dirigée par Sébastien Sainson[6], fortement impliquée dans la conception.

### Construction
Le bateau est construit en fibre de carbone aux chantiers CDK Technologies de Port La Forêt et de Lorient, en Bretagne. Il devrait nécessiter autour de 100 000 h de travail.
CDK a été choisi pour sa qualité de fabrication et notamment leur autoclave de très grande dimension permettant de réaliser les flotteurs en un seul morceau.
La construction a débuté avec le drapage des premiers plis de carbone en janvier 2024 ; la mise à l'eau est prévue pour septembre 2025.
Calendrier de construction
- Début des études > novembre 2022
- Outillage > de décembre 2023 à mai 2024
- Fabrication des bras de liaison > de janvier 2024 à janvier 2025
- Fabrication de la coque centrale > d’avril à novembre 2024
- Fabrication des flotteurs > mai 2024 à mars 2025
- Assemblage plateforme > de novembre 2024 à juillet 2025
- Équipement > de mai à août 2025
- Mise à l’eau programmée > septembre 2025

## Cahier des charges et innovations
Gitana 18 vise à être un bateau polyvalent, capable de naviguer en solitaire, en double, ou avec un équipage réduit.
Il est conçu pour atteindre des vitesses supérieures à 45 nœuds et améliorer les performances dans des mers formées.
Des solutions innovantes sont envisagées dans les domaines suivants :
- Aérodynamisme : Conçu autour d'une nouvelle règle de visibilité[6], avec un effort important sur le gréement pour réduire la traînée[6].
- Hydrodynamisme : Les appendices ont été redessinés pour permettre un vol plus précoce, bénéficiant de l'expertise acquise avec Gitana 17. Un focus particulier est mis sur la performance en mer agitée à haute vitesse[6].
- Durabilité : Intégration de solutions innovantes pour minimiser l'impact environnemental et rendre le bateau plus accessible aux navigateurs[6].